# Juan Carlos Villena
Juan Carlos Villena Campana (Juliaca, 12 de junio de 1957) es un abogado, jurista, magistrado y profesor universitario peruano. Es un fiscal supremo peruano, elegido como tal el 14 de junio de 2022. Desempeñó el puesto de fiscal de la nación de manera interina entre diciembre de 2023 y noviembre de 2024.

## Biografía
Villena es abogado por la Universidad Católica de Santa María de Arequipa, magíster en Derecho Penal por la misma universidad, magíster en Derecho Procesal por la Universidad de San Martín de Porres y con estudios concluidos de doctor en Derecho por la misma casa de estudios.
Natural de Juliaca, departamento de Puno. Ingresó al Ministerio Público en 1994 como técnico en Abogacía en una fiscalía penal de Arequipa. Luego, entre 1995 y 2003, se desempeñó como fiscal de prevención del delito de Arequipa y Huancavelica.
En 2004, se muda al distrito fiscal de Ica, donde desarrolla su carrera ejerciendo como fiscal superior penal y de familia, jefe de la Oficina Desconcertada de Control Interno y presidente de la Junta de Fiscales Superiores de dicha región. Finalmente, en 2022, la Junta Nacional de Justicia (JNJ) lo nombró fiscal supremo titular.
Cuenta además con diversos cursos de especialización y diplomados en la Academia de la Magistratura en temas como delito de lavado de activos y perdida de dominio, delito contra la administración pública y corrupción, Derecho Penal, Derechos Constitucional, entre otros.